# Ludwig August Wollenweber

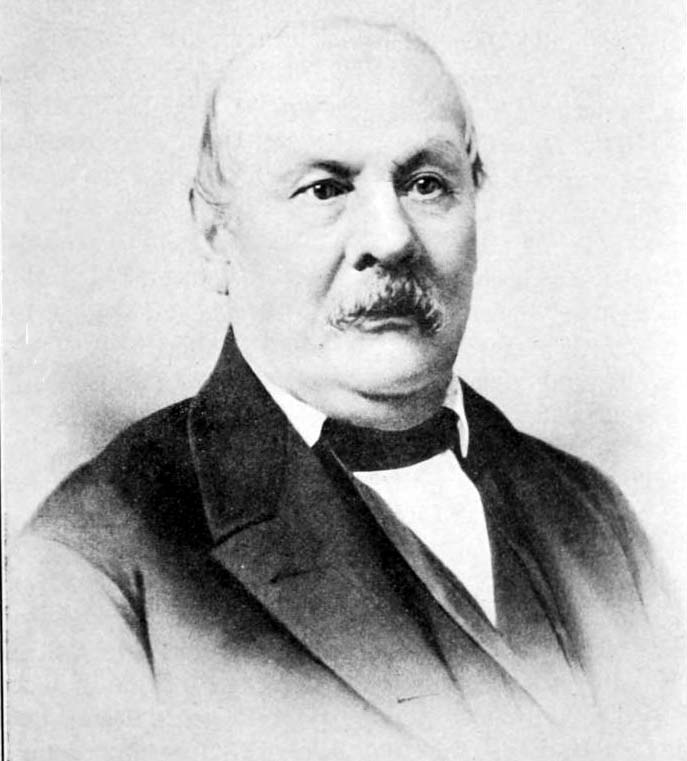
Ludwig August Wollenweber

Ludwig August Wollenweber, auch Louis August Wollenweber (* 1807 in Ixheim; † 1888) war ein deutsch-amerikanischer Buchdrucker, Zeitungsverleger und Korrespondent.

## Leben
Der Vater war Lehrer, verstarb aber früh, so dass der Besuch des Gymnasiums früh aufgegeben werden musste.
Zur Sicherung des Lebensunterhalts erlernte er im Betrieb von Georg Ritter das Handwerk des Buchdruckers. Später war er bei verschiedentlichen Verlagen in Deutschland und der Schweiz tätig. Mit 25 Jahren arbeitete er bei der Oggersheimer Tribüne und nahm die Gelegenheit war, die revolutionäre Bewegung unter Philipp Jakob Siebenpfeiffer und Johann Georg August Wirth zu unterstützen. Diese gehörten zu den führenden Köpfen des Hambacher Festes 1832. Nach dem Fehlschlag der revolutionären Bewegung wurden ihre Initiatoren und Befürworter verfolgt, festgenommen und angeklagt.
Wollenweber setzte sich nach Amerika ab und begann eine berufliche Karriere in Philadelphia. Bei der Zeitung Die alte und die neue Welt bekam er eine Anstellung, wechselte aber schon 1836 zur neu gegründeten auch deutschsprachigen Zeitung Der Beobachter am Delaware und gründete schließlich 1839, nach dem Untergang des Beobachters, den Philadelphia Demokrat. Diesen verkaufte er 1853 und widmete sich anschließend der Literatur und wurde Korrespondent für verschiedene europäische Zeitungen.

## Würdigung
In seinem Geburtsort Ixheim ist eine Straße nach ihm benannt.

## Werke
- 1880 Gila, das Indianermädchen